# كاميرا شعاعية دقيقة

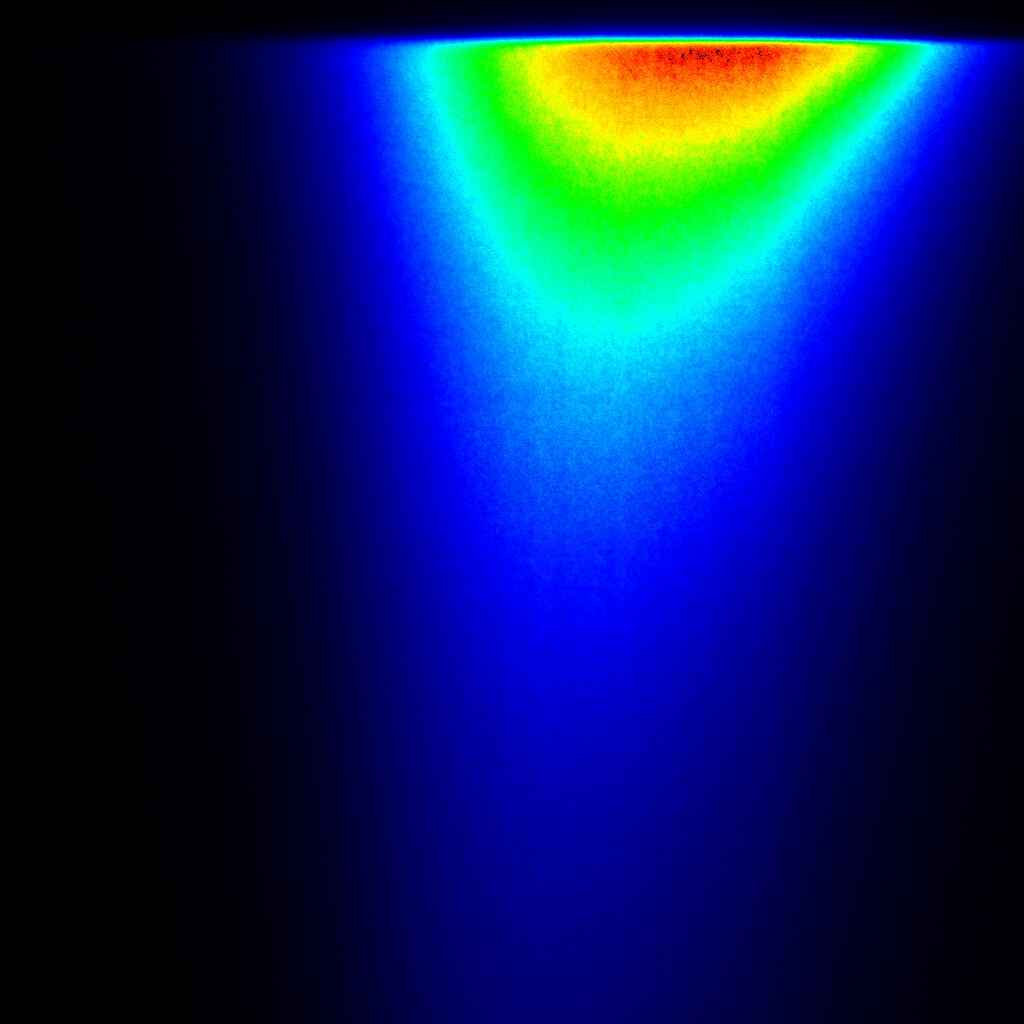
كاميرا شعاعية

الكاميرا الشعاعية الدقيقة (بالإنجلزية: Streak camera) هي عبارة عن كاميرا لِرَصد العمليات التي تحدث بسرعة فائقة جداََ ولا يمكن رصدها بالكاميرا الفلمية أو الرقمية العادية.
يستغنى عن المؤثر المكاني في مبدأ عمل الكاميرا وعِوضاً عن ذلك يبنى على الشعاع الزمني اللحظي. من أجل إمكان عملية التحليل الطيفي فإن درجة استبانة عالية مطلوبة في هذه الحالة.

## مبدأ العمل
يعتمد مبدأ عمل الكاميرا على الأشعة الضوئية من أجل التصوير:
شعاعين ضوئيين يسقطان على مهبط ضوئي بينهما إزاحة زمنية، بمعنى أن شعاعاً يصِلُ قبل الآخَر ويُنتِجُ كلُُ منهما الكترونات تسير في حقل كهربائي في المهبط الضوئي. بما أن الإلكترونات الناتجة عن التقاط الأشعة في المهبط الضوئي بينها إزاحة زمنية (بسبب اختلاف زمن وصول الشعاعين)، فيسير كل منهما في حقل كهربائي مختلف عن الآخر، وبهذا تنعكس الإلكترونات بسبب الحقل الكهربائي بقيمتين مختلفتين. عند معرفتهما يمكن حساب الفارق الزمني الذي كان بين وقت انطلاق الإلكترونات وبهذا أيضاََ الفارق الزمني بين الشعاعين.
في أيامنا هذه فإن الكاميرات الشعاعية وصلت إلى مرحلة عالية جداً من الوضوح، بحيث يمكن رصد حركات تجري في فمتوثانية.
في نهاية عام 2011 تمكمن علماء من معهد مساتشوستس للتكنولوجيا   (Massachusetts Institute of Technology) من تطوير آلة تصوير مبنية على تقنية الكاميرا الشعاعية بإمكانها تصوير 600 مليار صورة في الثانية، على سبيل المثال بمثل هذه الكاميرا فإنه بالإمكان ملاحظة انتشار الضوء (أعلى سرعة في الكون) بطبيعتيهِ الموجية والجزيئية (الفوتونية).
الكاميرات الشعاعية القديمة تعمل بطريقة ميكانيكية (بدل الضوئية) باستخدام مرآة دَورية بحيث تمر الصورة من شِقِِ فلمي لم تكن بتلك الدقة العالية.

## اقرأ أيضاََ
- نموذج الكاميرا ذات الثقب
- مهبط ضوئي
- كاميرا
- فوتون